# University of New Haven
Die University of New Haven ist eine privatwirtschaftliche Universität in West Haven, Connecticut an der Ostküste der USA.

## Bedeutung in Zahlen
Die Hochschule liegt überwiegend auf einem Campus-Gelände von 339,936 m² am Rand der Stadt West Haven. Eingeschrieben als Studenten, ohne die ausgelagerten Postgraduierten zu berücksichtigen, waren nach offiziellen Statistiken 2.877 Menschen. Associates-, Bachelors- oder Masters-Abschlüsse werden in mehr als 100 Bildungsgängen angeboten.

## Geschichte

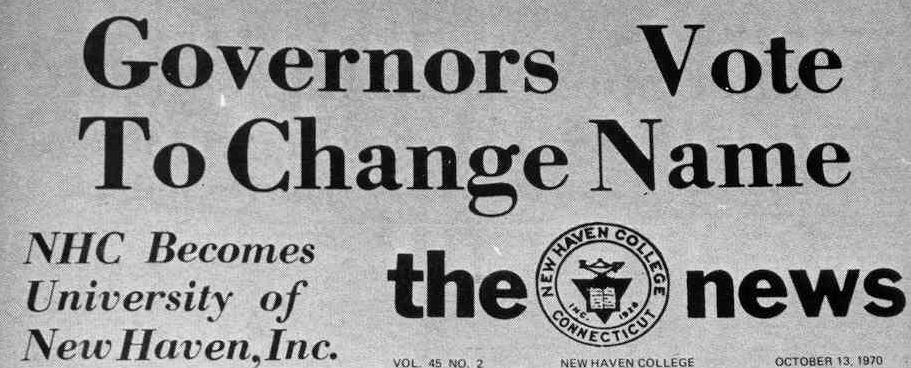
Bekanntgabe der Namensänderung 1970

Ursprünglich gegründet wurde die Hochschule 1920 als „New Haven YMCA Junior College“, einer Zweigstelle der Northeastern University of Boston. Betriebswirtschaft und Ingenieurs-Ausbildung waren die Schwerpunkte. Eng zusammengearbeitet wurde damals mit der Yale University. Unabhängig wurde das College 1926, firmierte seitdem als „New Haven College“. Erst 1970 wurde das College offiziell staatlich als Universität anerkannt, was wiederum mit einer Namensänderung zur heutigen Bezeichnung „University of New Haven“ verbunden war.

## Ausgelagerte Graduierten-Studiengänge
Die University of New Haven hat ein Postgraduierten-Zentrum auf dem Campus des Mitchell College in New London. Geboten werden die Kurse und Abschlüsse:
- Master of Business Administration
- Executive Master of Science in Engineering Management (EMSEM)
- Master of Science in Education
- Master of Arts in Industrial Organizational Psychology
- Master of Public Administration
- Executive Master of Business Administration
- Executive Master of Science
- Master of Arts
- Master of Business Administration
- Master of Business Administration/Master of Public Administration
- Master of Business Administration/Master of Science in Industrial Engineering
- Master of Public Administration
- Master of Science
- Master of Science in Electrical Engineering
- Master of Science in Industrial Engineering
- Master of Science in Mechanical Engineering
- Doctor of Science